# Caustogryllacris griffinii
Caustogryllacris griffinii is een rechtvleugelig insect uit de familie Gryllacrididae. De wetenschappelijke naam van deze soort is voor het eerst geldig gepubliceerd in 1923 door Karny.